# Mort Shuman
Mort Shuman (12. listopadu 1936 – 2. listopadu 1991) byl americký zpěvák a klavírista. Narodil se v Brooklynu do přistěhovalecké rodiny z Polska. Je autorem řady písní, které často psal s Doc Pomusem. Patří mezi ně například „Viva Las Vegas“, kterou v roce 1963 vydal zpěvák Elvis Presley a později například kapela ZZ Top. V roce 1976 vydal vlastní album nazvané Imagine, na kterém se nachází francouzsky zpívané písně. Zemřel v Londýně v roce 1991 ve věku 54 let. Následujícího roku byl uveden do Songwriters Hall of Fame.